# Slatina (Laktaši)
Pour les articles homonymes, voir Slatina.
Slatina (en serbe cyrillique : Слатина) est un village de Bosnie-Herzégovine. Il est situé dans la municipalité de Laktaši et dans la république serbe de Bosnie. Selon les premiers résultats du recensement bosnien de 2013, il compte 1 420 habitants.
Sur le territoire du village se trouve la station thermale de Banja Slatina.

## Démographie

### Évolution historique de la population dans la localité
| 1948  | 1953 | 1961  | 1971  | 1981  | 1991  | 2013  |
| ----- | ---- | ----- | ----- | ----- | ----- | ----- |
| 2 645 | -    | 1 139 | 1 188 | 1 180 | 1 153 | 1 420 |

|  |

### Communauté locale
En 1991, la communauté locale de Slatina comptait 1 744 habitants, répartis de la manière suivante :